# 川内线
川內線（朝鲜语：／ Ch'ŏnnae sŏn */?）是朝鮮民主主義人民共和國的一條鐵道線路，站點為江原道川内郡的龙潭站到川内站。

## 路线概况
- 距离：4.4km
- 车站数：2
- 轨距：1435mm
- 电气化区间：直流3kV
- 复线区间：无